# Jožef Jerovšek
Jožef Jerovšek, slovenski politik, poslanec in kemik, * 1. februar 1950, Spodnja Nova vas.

## Življenjepis
2011–2014. julij 2014 poslanec v Državnem zboru
2008–2011 poslanec v Državnem zboru
2004–2008 poslanec v Državnem zboru
2000–2004 poslanec v Državnem zboru
1996–2000 poslanec v Državnem zboru
1996 Občina Slovenska Bistrica - vodja Oddelka za gospodarstvo
1991–1996 Silkem d.o.o. Kidričevo - tehnični direktor
1978–1991 Tovarna glinice in aluminija Kidričevo - tehnolog, razvoj, vodja delovne enote
1977–1978 JLA
1968–1976 Oddelek za kemijo na Fakulteti za naravoslovje in tehnologijo Univerze v Ljubljani
1964–1968 II. gimnazija Maribor

## Članstvo v delovnih telesih
Jožef Jerovšek, član Slovenske demokratske stranke, je bil leta 2004 tretjič izvoljen v Državni zbor Republike Slovenije; v tem mandatu je bil član naslednjih delovnih teles:
- Odbor za zunanjo politiko (predsednik),
- Odbor za visoko šolstvo, znanost in tehnološki razvoj,
- Ustavna komisija in
- Mandatno-volilna komisija.

Na državnozborskih volitvah leta 2011 je bil izvoljen Jožef Jerovšek za mandatno obdobje 2011–2015 in je član naslednjih delovnih teles v Državnem zboru 2011–2015.
- Odbor za izobraževanje, znanost, kulturo, šport in mladino  (član)
- Odbor za pravosodje, javno upravo in lokalno samoupravo  (član)
- Odbor za notranje zadeve (član)
- Odbor za zunanjo politiko  (član)